# Dyskografia Seana Paula
Dyskografia Seana Paula – amerykańskiego muzyka reggae i dancehall, obejmuje siedem albumów studyjnych, dwa minialbumy, mixtape, audiobiografię, album wideo, 41 singli oraz 26 teledysków.

## Albumy studyjne
| Rok                         | Dane dot. albumu | Najwyższe pozycje na listach | Najwyższe pozycje na listach | Najwyższe pozycje na listach | Najwyższe pozycje na listach | Najwyższe pozycje na listach | Najwyższe pozycje na listach | Najwyższe pozycje na listach | Najwyższe pozycje na listach | Najwyższe pozycje na listach | Najwyższe pozycje na listach | Najwyższe pozycje na listach | Najwyższe pozycje na listach | Najwyższe pozycje na listach | Najwyższe pozycje na listach | Najwyższe pozycje na listach | Najwyższe pozycje na listach | Najwyższe pozycje na listach | Najwyższe pozycje na listach | Najwyższe pozycje na listach | Najwyższe pozycje na listach | Najwyższe pozycje na listach | Najwyższe pozycje na listach | Najwyższe pozycje na listach | Certyfikat |
| Rok                         | Dane dot. albumu | USA                          | KAN                          | AUS                          | NZL                          | JPN                          | GBR                          | IRL                          | FRA                          | NLD                          | NOR                          | DNK                          | SWE                          | FIN                          | GER                          | SWI                          | AUT                          | ITA                          | BEL (WAL)                    | BEL (FLA)                    | ESP                          | POR                          | POL                          | HUN                          | Certyfikat |
| --------------------------- | --- | ---------------------------- | ---------------------------- | ---------------------------- | ---------------------------- | ---------------------------- | ---------------------------- | ---------------------------- | ---------------------------- | ---------------------------- | ---------------------------- | ---------------------------- | ---------------------------- | ---------------------------- | ---------------------------- | ---------------------------- | ---------------------------- | ---------------------------- | ---------------------------- | ---------------------------- | ---------------------------- | ---------------------------- | ---------------------------- | ---------------------------- | --- |
| 2000                        | Stage One - Wydany: 28 marca 2000 - Wytwórnia: VP - Format: LP, CD, kaseta magnetofonowa, płyta gramofonowa, digital download                        | –                            | –                            | –                            | –                            | –                            | –                            | –                            | –                            | –                            | –                            | –                            | –                            | –                            | –                            | –                            | –                            | –                            | –                            | –                            | –                            | –                            | –                            | –                            | |
| 2002                        | Dutty Rock - Wydany: 24 września 2002 - Wytwórnia: Atlantic, VP - Format: 2×LP, CD, kaseta magnetofonowa, płyta gramofonowa, digital download        | 9                            | 1                            | 22                           | 5                            | 49                           | 2                            | 2                            | 20                           | 7                            | 4                            | 18                           | 5                            | 11                           | 10                           | 11                           | 5                            | 7                            | 8                            | 10                           | –                            | 27                           | 19                           | 22                           | - KAN: 3×platyna, złoto - USA: 2×platyna, złoto - GBR: 2×platyna - EUR: platyna - GER: platyna, złoto - SWI: platyna, złoto - JPN: platyna - FRA: 2×złoto - AUT: złoto - SWE: złoto - NOR: złoto - DNK: złoto - AUS: złoto - MEX: złoto - ARG: złoto |
| 2005                        | The Trinity - Wydany: 27 września 2005 - Wytwórnia: Atlantic, VP - Format: 2×LP, 2×CD, CD, kaseta magnetofonowa, płyta gramofonowa, digital download | 7                            | 4                            | –                            | –                            | 8                            | 11                           | 25                           | 5                            | 13                           | 36                           | 11                           | 40                           | –                            | 9                            | 4                            | 6                            | 8                            | 9                            | 4                            | 73                           | –                            | 31                           | 34                           | - FRA: 2×platyna - EUR: platyna - USA: platyna, złoto - KAN: platyna, złoto - JPN: platyna, złoto - GBR: złoto - GER: złoto - SWI: złoto - BEL: złoto - IRL: złoto                                                                                   |
| 2008                        | A New Age - Wydany: 2008 | –                            | –                            | –                            | –                            | –                            | –                            | –                            | –                            | –                            | –                            | –                            | –                            | –                            | –                            | –                            | –                            | –                            | –                            | –                            | –                            | –                            | –                            | –                            | |
| 2009                        | Imperial Blaze - Wydany: 18 sierpnia 2009 - Wytwórnia: Atlantic - Format: CD, digital download                                                       | 12                           | 5                            | –                            | –                            | 10                           | 38                           | –                            | 8                            | 36                           | –                            | –                            | –                            | –                            | 17                           | 4                            | 17                           | –                            | 11                           | 31                           | –                            | –                            | –                            | –                            | - FRA: złoto |
| 2012                        | Tomahawk Technique - Wydany: 27 stycznia 2012 - Wytwórnia: Atlantic, VP - Format: CD, digital download                                               | –                            | –                            | –                            | –                            | 22                           | 34                           | –                            | 5                            | 39                           | –                            | –                            | –                            | –                            | 6                            | 3                            | 7                            | –                            | 10                           | 51                           | –                            | –                            | –                            | –                            | - FRA: złoto - SWI: złoto |
| 2013                        | Full Frequency - Wydany: 4 listopada 2013 - Wytwórnia: Atlantic - Format: CD, digital download                                                       | –                            | –                            | –                            | –                            | 54                           | –                            | –                            | 63                           | –                            | –                            | –                            | –                            | –                            | 22                           | 7                            | 36                           | –                            | 72                           | 127                          | –                            | –                            | –                            | 9                            | |
| „–” album nie był notowany. | |                              |                              |                              |                              |                              |                              |                              |                              |                              |                              |                              |                              |                              |                              |                              |                              |                              |                              |                              |                              |                              |                              |                              | |

## EP
| Rok  | Dane dot. albumu |
| ---- | --- |
| 2006 | Sessions@AOL - Wydany: 14 marca 2006 - Wytwórnia: Atlantic Recording Corporation, VP - Format: CD, digital download |
| 2015 | Sean Paul: Special Edition - Wydany: 30 października 2015 - Wytwórnia: FM Records LLC - Format: Digital download    |

## Mixtape’y
| Rok  | Dane dot. albumu                                                                                 |
| ---- | ------------------------------------------------------------------------------------------------ |
| 2009 | The Odyssey Mixtape - Wydany: 2009 - Wytwórnia: Indigo Records, Distribution Select - Format: CD |

## Audiobiografie
| Rok  | Dane dot. albumu |
| ---- | --- |
| 2003 | Maximum Sean Paul - Wydany: 30 września 2003 - Wytwórnia: Chrome Dreams, United States of Distribution, The Orchard - Format: CD |

## Albumy wideo
| Rok  | Dane dot. albumu                                                                            |
| ---- | ------------------------------------------------------------------------------------------- |
| 2004 | Duttyology - Wydany: 10 sierpnia 2004 - Wytwórnia: Warner Bros., Warner Music - Format: DVD |

## Single
| Rok                          | Tytuł | Najwyższe pozycje na listach | Najwyższe pozycje na listach | Najwyższe pozycje na listach | Najwyższe pozycje na listach | Najwyższe pozycje na listach | Najwyższe pozycje na listach | Najwyższe pozycje na listach | Najwyższe pozycje na listach | Najwyższe pozycje na listach | Najwyższe pozycje na listach | Najwyższe pozycje na listach | Najwyższe pozycje na listach | Najwyższe pozycje na listach | Najwyższe pozycje na listach | Najwyższe pozycje na listach | Najwyższe pozycje na listach | Najwyższe pozycje na listach | Najwyższe pozycje na listach | Najwyższe pozycje na listach | Najwyższe pozycje na listach | Najwyższe pozycje na listach | Najwyższe pozycje na listach | Najwyższe pozycje na listach | Najwyższe pozycje na listach | Najwyższe pozycje na listach | Certyfikat |
| Rok                          | Tytuł | USA                          | US R&B                       | US Pop                       | US Rap                       | KAN                          | AUS                          | NZL                          | GBR                          | GER                          | IRL                          | FRA                          | ITA                          | SWI                          | AUT                          | NLD                          | SWE                          | FIN                          | NOR                          | DNK                          | BEL (WAL)                    | BEL (FLA)                    | ESP                          | POR                          | HUN                          | EUR                          | Certyfikat |
| ---------------------------- | --- | ---------------------------- | ---------------------------- | ---------------------------- | ---------------------------- | ---------------------------- | ---------------------------- | ---------------------------- | ---------------------------- | ---------------------------- | ---------------------------- | ---------------------------- | ---------------------------- | ---------------------------- | ---------------------------- | ---------------------------- | ---------------------------- | ---------------------------- | ---------------------------- | ---------------------------- | ---------------------------- | ---------------------------- | ---------------------------- | ---------------------------- | ---------------------------- | ---------------------------- | --- |
| 1997                         | „It’s Over Mi Lover” | –                            | –                            | –                            | –                            | –                            | –                            | –                            | –                            | –                            | –                            | –                            | –                            | –                            | –                            | –                            | –                            | –                            | –                            | –                            | –                            | –                            | –                            | –                            | –                            | –                            | |
| 1997                         | „Give Me a Try” | –                            | –                            | –                            | –                            | –                            | –                            | –                            | –                            | –                            | –                            | –                            | –                            | –                            | –                            | –                            | –                            | –                            | –                            | –                            | –                            | –                            | –                            | –                            | –                            | –                            | |
| 1998                         | „Fit and Legit” | –                            | –                            | –                            | –                            | –                            | –                            | –                            | –                            | –                            | –                            | –                            | –                            | –                            | –                            | –                            | –                            | –                            | –                            | –                            | –                            | –                            | –                            | –                            | –                            | –                            | |
| 1998                         | „Deport Them” | –                            | 80                           | –                            | –                            | –                            | –                            | –                            | –                            | –                            | –                            | –                            | –                            | –                            | –                            | –                            | –                            | –                            | –                            | –                            | –                            | –                            | –                            | –                            | –                            | –                            | |
| 1998                         | „You Dun Rule” | –                            | –                            | –                            | –                            | –                            | –                            | –                            | –                            | –                            | –                            | –                            | –                            | –                            | –                            | –                            | –                            | –                            | –                            | –                            | –                            | –                            | –                            | –                            | –                            | –                            | |
| 1998                         | „When Mi Explore” | –                            | –                            | –                            | –                            | –                            | –                            | –                            | –                            | –                            | –                            | –                            | –                            | –                            | –                            | –                            | –                            | –                            | –                            | –                            | –                            | –                            | –                            | –                            | –                            | –                            | |
| 1998                         | „Woman Yu Hot” | –                            | –                            | –                            | –                            | –                            | –                            | –                            | –                            | –                            | –                            | –                            | –                            | –                            | –                            | –                            | –                            | –                            | –                            | –                            | –                            | –                            | –                            | –                            | –                            | –                            | |
| 1998                         | „Model” | –                            | –                            | –                            | –                            | –                            | –                            | –                            | –                            | –                            | –                            | –                            | –                            | –                            | –                            | –                            | –                            | –                            | –                            | –                            | –                            | –                            | –                            | –                            | –                            | –                            | |
| 1998                         | „My Place” | –                            | –                            | –                            | –                            | –                            | –                            | –                            | –                            | –                            | –                            | –                            | –                            | –                            | –                            | –                            | –                            | –                            | –                            | –                            | –                            | –                            | –                            | –                            | –                            | –                            | |
| 1998                         | „Correspond” | –                            | –                            | –                            | –                            | –                            | –                            | –                            | –                            | –                            | –                            | –                            | –                            | –                            | –                            | –                            | –                            | –                            | –                            | –                            | –                            | –                            | –                            | –                            | –                            | –                            | |
| 1998                         | „Don’t Test Jah Jah” | –                            | –                            | –                            | –                            | –                            | –                            | –                            | –                            | –                            | –                            | –                            | –                            | –                            | –                            | –                            | –                            | –                            | –                            | –                            | –                            | –                            | –                            | –                            | –                            | –                            | |
| 1998                         | „Report to We” | –                            | –                            | –                            | –                            | –                            | –                            | –                            | –                            | –                            | –                            | –                            | –                            | –                            | –                            | –                            | –                            | –                            | –                            | –                            | –                            | –                            | –                            | –                            | –                            | –                            | |
| 1998                         | „Work with It” | –                            | –                            | –                            | –                            | –                            | –                            | –                            | –                            | –                            | –                            | –                            | –                            | –                            | –                            | –                            | –                            | –                            | –                            | –                            | –                            | –                            | –                            | –                            | –                            | –                            | |
| 1998                         | „Infiltrate” | –                            | –                            | –                            | –                            | –                            | –                            | –                            | –                            | –                            | –                            | –                            | –                            | –                            | –                            | –                            | –                            | –                            | –                            | –                            | –                            | –                            | –                            | –                            | –                            | –                            | |
| 1999                         | „Don’t Get It” | –                            | –                            | –                            | –                            | –                            | –                            | –                            | –                            | –                            | –                            | –                            | –                            | –                            | –                            | –                            | –                            | –                            | –                            | –                            | –                            | –                            | –                            | –                            | –                            | –                            | |
| 1999                         | „Clear and Plain” | –                            | –                            | –                            | –                            | –                            | –                            | –                            | –                            | –                            | –                            | –                            | –                            | –                            | –                            | –                            | –                            | –                            | –                            | –                            | –                            | –                            | –                            | –                            | –                            | –                            | |
| 1999                         | „Mek It Go So Den” | –                            | –                            | –                            | –                            | –                            | –                            | –                            | –                            | –                            | –                            | –                            | –                            | –                            | –                            | –                            | –                            | –                            | –                            | –                            | –                            | –                            | –                            | –                            | –                            | –                            | |
| 1999                         | „She Likes It” (& Mr. Easy) | –                            | –                            | –                            | –                            | –                            | –                            | –                            | –                            | –                            | –                            | –                            | –                            | –                            | –                            | –                            | –                            | –                            | –                            | –                            | –                            | –                            | –                            | –                            | –                            | –                            | |
| 1999                         | „Tackle Dem” | –                            | –                            | –                            | –                            | –                            | –                            | –                            | –                            | –                            | –                            | –                            | –                            | –                            | –                            | –                            | –                            | –                            | –                            | –                            | –                            | –                            | –                            | –                            | –                            | –                            | |
| 1999                         | „Dem Bend Up” | –                            | –                            | –                            | –                            | –                            | –                            | –                            | –                            | –                            | –                            | –                            | –                            | –                            | –                            | –                            | –                            | –                            | –                            | –                            | –                            | –                            | –                            | –                            | –                            | –                            | |
| 1999                         | „Punkie” | –                            | –                            | –                            | –                            | –                            | –                            | –                            | –                            | –                            | –                            | –                            | –                            | –                            | –                            | –                            | –                            | –                            | –                            | –                            | –                            | –                            | –                            | –                            | –                            | –                            | |
| 1999                         | „Hot Already” | –                            | –                            | –                            | –                            | –                            | –                            | –                            | –                            | –                            | –                            | –                            | –                            | –                            | –                            | –                            | –                            | –                            | –                            | –                            | –                            | –                            | –                            | –                            | –                            | –                            | |
| 1999                         | „Excite Me” | –                            | –                            | –                            | –                            | –                            | –                            | –                            | –                            | –                            | –                            | –                            | –                            | –                            | –                            | –                            | –                            | –                            | –                            | –                            | –                            | –                            | –                            | –                            | –                            | –                            | |
| 1999                         | „Faded” | –                            | –                            | –                            | –                            | –                            | –                            | –                            | –                            | –                            | –                            | –                            | –                            | –                            | –                            | –                            | –                            | –                            | –                            | –                            | –                            | –                            | –                            | –                            | –                            | –                            | |
| 1999                         | „Slap Trap” | –                            | –                            | –                            | –                            | –                            | –                            | –                            | –                            | –                            | –                            | –                            | –                            | –                            | –                            | –                            | –                            | –                            | –                            | –                            | –                            | –                            | –                            | –                            | –                            | –                            | |
| 2000                         | „Hot Gal Today (Haffi Get De Gal Ya)” (feat. Mr. Vegas) | –                            | 66                           | –                            | 5                            | –                            | –                            | –                            | –                            | –                            | –                            | –                            | –                            | –                            | –                            | –                            | –                            | –                            | –                            | –                            | –                            | –                            | –                            | –                            | –                            | –                            | |
| 2000                         | „Love Me” (M’Lonie) | –                            | –                            | –                            | –                            | –                            | –                            | –                            | –                            | –                            | –                            | –                            | –                            | –                            | –                            | –                            | –                            | –                            | –                            | –                            | –                            | –                            | –                            | –                            | –                            | –                            | |
| 2000                         | „My Name” | –                            | –                            | –                            | –                            | –                            | –                            | –                            | –                            | –                            | –                            | –                            | –                            | –                            | –                            | –                            | –                            | –                            | –                            | –                            | –                            | –                            | –                            | –                            | –                            | –                            | |
| 2000                         | „More Hype” | –                            | –                            | –                            | –                            | –                            | –                            | –                            | –                            | –                            | –                            | –                            | –                            | –                            | –                            | –                            | –                            | –                            | –                            | –                            | –                            | –                            | –                            | –                            | –                            | –                            | |
| 2000                         | „Shake It” | –                            | –                            | –                            | –                            | –                            | –                            | –                            | –                            | –                            | –                            | –                            | –                            | –                            | –                            | –                            | –                            | –                            | –                            | –                            | –                            | –                            | –                            | –                            | –                            | –                            | |
| 2000                         | „No Batter Bruise” | –                            | –                            | –                            | –                            | –                            | –                            | –                            | –                            | –                            | –                            | –                            | –                            | –                            | –                            | –                            | –                            | –                            | –                            | –                            | –                            | –                            | –                            | –                            | –                            | –                            | |
| 2000                         | „Es Ee Ex” | –                            | –                            | –                            | –                            | –                            | –                            | –                            | –                            | –                            | –                            | –                            | –                            | –                            | –                            | –                            | –                            | –                            | –                            | –                            | –                            | –                            | –                            | –                            | –                            | –                            | |
| 2000                         | „Stamp” | –                            | –                            | –                            | –                            | –                            | –                            | –                            | –                            | –                            | –                            | –                            | –                            | –                            | –                            | –                            | –                            | –                            | –                            | –                            | –                            | –                            | –                            | –                            | –                            | –                            | |
| 2000                         | „Why Dem Girls” | –                            | –                            | –                            | –                            | –                            | –                            | –                            | –                            | –                            | –                            | –                            | –                            | –                            | –                            | –                            | –                            | –                            | –                            | –                            | –                            | –                            | –                            | –                            | –                            | –                            | |
| 2001                         | „Gimme the Light” | 7                            | 3                            | 26                           | 3                            | –                            | –                            | –                            | 32                           | 41                           | –                            | 43                           | –                            | 19                           | –                            | 16                           | 34                           | –                            | –                            | –                            | –                            | –                            | –                            | –                            | –                            | –                            | - KAN: złoto |
| 2001                         | „Naah Stop” | –                            | –                            | –                            | –                            | –                            | –                            | –                            | –                            | –                            | –                            | –                            | –                            | –                            | –                            | –                            | –                            | –                            | –                            | –                            | –                            | –                            | –                            | –                            | –                            | –                            | |
| 2001                         | „Shake It Now Gal” | –                            | –                            | –                            | –                            | –                            | –                            | –                            | –                            | –                            | –                            | –                            | –                            | –                            | –                            | –                            | –                            | –                            | –                            | –                            | –                            | –                            | –                            | –                            | –                            | –                            | |
| 2001                         | „Any Gal Mi Touch” | –                            | –                            | –                            | –                            | –                            | –                            | –                            | –                            | –                            | –                            | –                            | –                            | –                            | –                            | –                            | –                            | –                            | –                            | –                            | –                            | –                            | –                            | –                            | –                            | –                            | |
| 2001                         | „She a Beg” | –                            | –                            | –                            | –                            | –                            | –                            | –                            | –                            | –                            | –                            | –                            | –                            | –                            | –                            | –                            | –                            | –                            | –                            | –                            | –                            | –                            | –                            | –                            | –                            | –                            | |
| 2001                         | „Concrete” | –                            | –                            | –                            | –                            | –                            | –                            | –                            | –                            | –                            | –                            | –                            | –                            | –                            | –                            | –                            | –                            | –                            | –                            | –                            | –                            | –                            | –                            | –                            | –                            | –                            | |
| 2001                         | „Gunz No More” | –                            | –                            | –                            | –                            | –                            | –                            | –                            | –                            | –                            | –                            | –                            | –                            | –                            | –                            | –                            | –                            | –                            | –                            | –                            | –                            | –                            | –                            | –                            | –                            | –                            | |
| 2001                         | „Ignite It” | –                            | –                            | –                            | –                            | –                            | –                            | –                            | –                            | –                            | –                            | –                            | –                            | –                            | –                            | –                            | –                            | –                            | –                            | –                            | –                            | –                            | –                            | –                            | –                            | –                            | |
| 2002                         | „Perfect World” | –                            | –                            | –                            | –                            | –                            | –                            | –                            | –                            | –                            | –                            | –                            | –                            | –                            | –                            | –                            | –                            | –                            | –                            | –                            | –                            | –                            | –                            | –                            | –                            | –                            | |
| 2002                         | „Get Mi High” | –                            | –                            | –                            | –                            | –                            | –                            | –                            | –                            | –                            | –                            | –                            | –                            | –                            | –                            | –                            | –                            | –                            | –                            | –                            | –                            | –                            | –                            | –                            | –                            | –                            | |
| 2002                         | „Like Glue” | 13                           | 9                            | 29                           | 5                            | –                            | 20                           | 18                           | 3                            | 20                           | 4                            | 31                           | 9                            | 6                            | –                            | 17                           | 13                           | 17                           | –                            | 20                           | 25                           | 21                           | –                            | –                            | 1                            | –                            | - KAN: złoto |
| 2002                         | „Get Busy” | 1                            | 1                            | 3                            | 2                            | –                            | 4                            | 19                           | 4                            | 3                            | 14                           | 8                            | 1                            | 2                            | 4                            | 1                            | 4                            | 17                           | 2                            | 4                            | 3                            | 3                            | –                            | –                            | 9                            | –                            | - NOR: platyna - AUS: złoto - JPN: złoto - FRA: złoto - GER: złoto - SWI: złoto - AUT: złoto - BEL: złoto - GBR: srebro |
| 2002                         | „In Your Eyes” (& Richie Stephens) | –                            | –                            | –                            | –                            | –                            | –                            | –                            | –                            | –                            | –                            | –                            | –                            | –                            | –                            | –                            | –                            | –                            | –                            | –                            | –                            | –                            | –                            | –                            | –                            | –                            | |
| 2002                         | „Shake That Thang” | –                            | –                            | –                            | –                            | –                            | –                            | –                            | –                            | –                            | –                            | –                            | –                            | –                            | –                            | –                            | –                            | –                            | –                            | –                            | –                            | –                            | –                            | –                            | –                            | –                            | |
| 2002                         | „Time After Time” | –                            | –                            | –                            | –                            | –                            | –                            | –                            | –                            | –                            | –                            | –                            | –                            | –                            | –                            | –                            | –                            | –                            | –                            | –                            | –                            | –                            | –                            | –                            | –                            | –                            | |
| 2002                         | „I’m Still in Love with You” (feat. Sasha) | 14                           | 13                           | 17                           | 8                            | –                            | 20                           | –                            | 6                            | 19                           | 7                            | 31                           | 6                            | 10                           | 11                           | 35                           | 38                           | 12                           | –                            | 11                           | 34                           | 42                           | –                            | –                            | –                            | –                            | |
| 2003                         | „Close to Me” | –                            | –                            | –                            | –                            | –                            | –                            | –                            | –                            | –                            | –                            | –                            | –                            | –                            | –                            | –                            | –                            | –                            | –                            | –                            | –                            | –                            | –                            | –                            | –                            | –                            | |
| 2003                         | „Dem a Fraud” | –                            | –                            | –                            | –                            | –                            | –                            | –                            | –                            | –                            | –                            | –                            | –                            | –                            | –                            | –                            | –                            | –                            | –                            | –                            | –                            | –                            | –                            | –                            | –                            | –                            | |
| 2003                         | „Dream” | –                            | –                            | –                            | –                            | –                            | –                            | –                            | –                            | –                            | –                            | –                            | –                            | –                            | –                            | –                            | –                            | –                            | –                            | –                            | –                            | –                            | –                            | –                            | –                            | –                            | |
| 2003                         | „Big It Up” | –                            | –                            | –                            | –                            | –                            | –                            | –                            | –                            | –                            | –                            | –                            | –                            | –                            | –                            | –                            | –                            | –                            | –                            | –                            | –                            | –                            | –                            | –                            | –                            | –                            | |
| 2003                         | „Head to Toe” | –                            | –                            | –                            | –                            | –                            | –                            | –                            | –                            | –                            | –                            | –                            | –                            | –                            | –                            | –                            | –                            | –                            | –                            | –                            | –                            | –                            | –                            | –                            | –                            | –                            | |
| 2003                         | „Get with It Girls” | –                            | –                            | –                            | –                            | –                            | –                            | –                            | –                            | –                            | –                            | –                            | –                            | –                            | –                            | –                            | –                            | –                            | –                            | –                            | –                            | –                            | –                            | –                            | –                            | –                            | |
| 2003                         | „Feel Alright” | –                            | –                            | –                            | –                            | –                            | –                            | –                            | –                            | –                            | –                            | –                            | –                            | –                            | –                            | –                            | –                            | –                            | –                            | –                            | –                            | –                            | –                            | –                            | –                            | –                            | |
| 2004                         | „Yuh a Pro” | –                            | –                            | –                            | –                            | –                            | –                            | –                            | –                            | –                            | –                            | –                            | –                            | –                            | –                            | –                            | –                            | –                            | –                            | –                            | –                            | –                            | –                            | –                            | –                            | –                            | |
| 2004                         | „Worth It” | –                            | –                            | –                            | –                            | –                            | –                            | –                            | –                            | –                            | –                            | –                            | –                            | –                            | –                            | –                            | –                            | –                            | –                            | –                            | –                            | –                            | –                            | –                            | –                            | –                            | |
| 2004                         | „Legalize It” | –                            | –                            | –                            | –                            | –                            | –                            | –                            | –                            | –                            | –                            | –                            | –                            | –                            | –                            | –                            | –                            | –                            | –                            | –                            | –                            | –                            | –                            | –                            | –                            | –                            | |
| 2004                         | „Lock Di City” | –                            | –                            | –                            | –                            | –                            | –                            | –                            | –                            | –                            | –                            | –                            | –                            | –                            | –                            | –                            | –                            | –                            | –                            | –                            | –                            | –                            | –                            | –                            | –                            | –                            | |
| 2005                         | „Eye Deh a Knee” | –                            | –                            | –                            | –                            | –                            | –                            | –                            | –                            | –                            | –                            | –                            | –                            | –                            | –                            | –                            | –                            | –                            | –                            | –                            | –                            | –                            | –                            | –                            | –                            | –                            | |
| 2005                         | „Break Out” | –                            | –                            | –                            | –                            | –                            | –                            | –                            | –                            | –                            | –                            | –                            | –                            | –                            | –                            | –                            | –                            | –                            | –                            | –                            | –                            | –                            | –                            | –                            | –                            | –                            | |
| 2005                         | „Report” | –                            | –                            | –                            | –                            | –                            | –                            | –                            | –                            | –                            | –                            | –                            | –                            | –                            | –                            | –                            | –                            | –                            | –                            | –                            | –                            | –                            | –                            | –                            | –                            | –                            | |
| 2005                         | „We Be Burnin’” | 6                            | 17                           | 9                            | 6                            | –                            | 34                           | –                            | 2                            | 5                            | 11                           | –                            | 6                            | 6                            | 10                           | 6                            | 14                           | 8                            | –                            | 16                           | 7                            | 9                            | –                            | –                            | 2                            | 3                            | - USA: złoto - KAN: złoto - JPN: złoto - GER: złoto - DNK: złoto - GBR: srebro                                          |
| 2005                         | „Ever Blazin’” | –                            | –                            | –                            | –                            | –                            | –                            | –                            | 12                           | 20                           | 16                           | 8                            | –                            | 11                           | 25                           | 22                           | 17                           | –                            | –                            | –                            | 11                           | 30                           | –                            | –                            | –                            | 23                           | |
| 2005                         | „Never Gonna Be the Same” | –                            | –                            | –                            | –                            | –                            | –                            | –                            | 22                           | 26                           | 33                           | 10                           | –                            | 37                           | –                            | –                            | 24                           | –                            | –                            | –                            | –                            | –                            | –                            | 18                           | –                            | 35                           | |
| 2005                         | „Temperature” | 1                            | 5                            | 1                            | 2                            | –                            | 5                            | –                            | 11                           | 14                           | 20                           | 4                            | –                            | 10                           | 19                           | 3                            | 24                           | –                            | –                            | 8                            | 2                            | 8                            | –                            | 19                           | –                            | 1                            | - KAN: 3×platyna - USA: 2×platyna - AUS: złoto - JPN: złoto - SWI: złoto - DNK: złoto                                   |
| 2006                         | „(When You Gonna) Give It up to Me” (feat. Keyshia Cole) | 3                            | 5                            | 8                            | 3                            | –                            | 17                           | –                            | 31                           | 26                           | 23                           | 25                           | –                            | 5                            | 30                           | 50                           | –                            | 6                            | –                            | –                            | 14                           | 22                           | –                            | 41                           | –                            | 45                           | - KAN: platyna - USA: złoto                                                                                             |
| 2007                         | „Watch Dem Roll” | –                            | –                            | –                            | –                            | –                            | –                            | –                            | –                            | –                            | –                            | –                            | –                            | –                            | –                            | –                            | –                            | –                            | –                            | –                            | –                            | –                            | –                            | –                            | –                            | –                            | |
| 2008                         | „Lil Urb” | –                            | –                            | –                            | –                            | –                            | –                            | –                            | –                            | –                            | –                            | –                            | –                            | –                            | –                            | –                            | –                            | –                            | –                            | –                            | –                            | –                            | –                            | –                            | –                            | –                            | |
| 2009                         | „So Fine” | 50                           | 90                           | 24                           | 13                           | 56                           | –                            | –                            | 25                           | 39                           | –                            | 17                           | –                            | 38                           | 56                           | –                            | 36                           | –                            | –                            | –                            | –                            | –                            | –                            | 37                           | –                            | 25                           | |
| 2009                         | „Press It Up” | –                            | –                            | –                            | –                            | 64                           | –                            | –                            | –                            | –                            | –                            | 40                           | –                            | –                            | –                            | –                            | –                            | –                            | –                            | –                            | –                            | –                            | –                            | –                            | –                            | –                            | |
| 2009                         | „Hold My Hand” | –                            | –                            | –                            | –                            | 82                           | –                            | –                            | 60                           | –                            | –                            | –                            | –                            | 37                           | –                            | –                            | –                            | –                            | –                            | –                            | –                            | –                            | –                            | 26                           | –                            | –                            | |
| 2010                         | „Rise Again: Digicel Haiti Relief Fund” (& Shaggy, Sean Kingston, Etana, Tessanne Chin, Destra Garcia, Edwin Yearwood, Belo, Alison Hinds, David Rudder, Shontelle Layne) | –                            | –                            | –                            | –                            | –                            | –                            | –                            | –                            | –                            | –                            | –                            | –                            | –                            | –                            | –                            | –                            | –                            | –                            | –                            | –                            | –                            | –                            | –                            | –                            | –                            | |
| 2011                         | „Here We Go” (& Wayne Marshall) | –                            | –                            | –                            | –                            | –                            | –                            | –                            | –                            | –                            | –                            | –                            | –                            | –                            | –                            | –                            | –                            | –                            | –                            | –                            | –                            | –                            | –                            | –                            | –                            | –                            | |
| 2011                         | „Got 2 Luv U” (feat. Alexis Jordan) | 84                           | –                            | –                            | 20                           | 69                           | 26                           | –                            | 11                           | 3                            | 43                           | 4                            | –                            | 1                            | 7                            | 9                            | –                            | 12                           | 8                            | –                            | 7                            | 13                           | 8                            | –                            | –                            | –                            | - AUS: platyna - GER: platyna - SWI: platyna - AUT: złoto - GBR: srebro                                                 |
| 2011                         | „She Doesn’t Mind” | 78                           | –                            | 40                           | –                            | 49                           | 46                           | –                            | 2                            | 2                            | 10                           | 3                            | –                            | 1                            | 1                            | 31                           | 22                           | 14                           | 5                            | –                            | 4                            | 5                            | 11                           | 50                           | –                            | –                            | - SWI: 2×platyna - DNK: platyna - GER: 3×złoto - GBR: złoto - AUT: złoto                                                |
| 2011                         | „Thank God It’s Christmas” (& Wayne Marshall, Charly Black, Future Fambo)                                                                                                 | –                            | –                            | –                            | –                            | –                            | –                            | –                            | –                            | –                            | –                            | –                            | –                            | –                            | –                            | –                            | –                            | –                            | –                            | –                            | –                            | –                            | –                            | –                            | –                            | –                            | |
| 2012                         | „Hold On” | –                            | –                            | –                            | –                            | –                            | –                            | –                            | –                            | –                            | –                            | 35                           | –                            | –                            | –                            | –                            | –                            | –                            | –                            | –                            | –                            | –                            | –                            | –                            | –                            | –                            | |
| 2012                         | „Dream Girl” | –                            | –                            | –                            | –                            | –                            | –                            | –                            | –                            | –                            | –                            | –                            | –                            | –                            | –                            | –                            | –                            | –                            | –                            | –                            | –                            | –                            | –                            | –                            | –                            | –                            | |
| 2012                         | „How Deep Is Your Love” (feat. Kelly Rowland) | –                            | –                            | –                            | –                            | –                            | –                            | –                            | –                            | –                            | –                            | –                            | –                            | 72                           | 68                           | –                            | –                            | –                            | –                            | –                            | –                            | –                            | –                            | –                            | –                            | –                            | |
| 2012                         | „Touch the Sky” (feat. DJ Ammo) | –                            | –                            | –                            | –                            | –                            | –                            | –                            | –                            | 31                           | –                            | 139                          | –                            | –                            | 44                           | –                            | –                            | –                            | –                            | –                            | 6                            | 25                           | –                            | –                            | –                            | –                            | |
| 2013                         | „Greatest Gallis” (Beenie Man) | –                            | –                            | –                            | –                            | –                            | –                            | –                            | –                            | –                            | –                            | –                            | –                            | –                            | –                            | –                            | –                            | –                            | –                            | –                            | –                            | –                            | –                            | –                            | –                            | –                            | |
| 2013                         | „Other Side of Love” | –                            | –                            | –                            | –                            | –                            | 60                           | –                            | 7                            | 3                            | 65                           | 82                           | –                            | 4                            | 11                           | –                            | –                            | –                            | –                            | –                            | –                            | –                            | –                            | –                            | –                            | –                            | |
| 2013                         | „Do Di Ting” | –                            | –                            | –                            | –                            | –                            | –                            | –                            | –                            | –                            | –                            | –                            | –                            | –                            | –                            | –                            | –                            | –                            | –                            | –                            | –                            | –                            | –                            | –                            | –                            | –                            | |
| 2013                         | „Always Be My Lady” (& Jimmy Cozier) | –                            | –                            | –                            | –                            | –                            | –                            | –                            | –                            | –                            | –                            | –                            | –                            | –                            | –                            | –                            | –                            | –                            | –                            | –                            | –                            | –                            | –                            | –                            | –                            | –                            | |
| 2013                         | „Entertainment” (feat. Juicy J, 2 Chainz & Nicki Minaj) | –                            | –                            | –                            | –                            | 94                           | –                            | –                            | –                            | –                            | –                            | –                            | –                            | –                            | –                            | –                            | –                            | –                            | –                            | –                            | –                            | –                            | –                            | –                            | –                            | –                            | |
| 2013                         | „Turn It Up” | –                            | –                            | –                            | –                            | –                            | –                            | –                            | 35                           | 21                           | –                            | –                            | –                            | 31                           | 33                           | –                            | –                            | –                            | –                            | –                            | –                            | –                            | –                            | –                            | –                            | –                            | |
| 2013                         | „Living Up” (& Alaye) | –                            | –                            | –                            | –                            | –                            | –                            | –                            | –                            | –                            | –                            | –                            | –                            | –                            | –                            | –                            | –                            | –                            | –                            | –                            | –                            | –                            | –                            | –                            | –                            | –                            | |
| 2013                         | „Want Dem All” (feat. Konshens) | –                            | –                            | –                            | –                            | –                            | –                            | –                            | –                            | 70                           | –                            | –                            | –                            | –                            | 73                           | –                            | –                            | –                            | –                            | –                            | –                            | –                            | –                            | –                            | –                            | –                            | |
| 2014                         | „Hey Baby” | –                            | –                            | –                            | –                            | –                            | –                            | –                            | –                            | 47                           | –                            | –                            | –                            | 36                           | 38                           | –                            | –                            | –                            | –                            | –                            | –                            | –                            | –                            | –                            | –                            | –                            | |
| 2014                         | „One More Try” | –                            | –                            | –                            | –                            | –                            | –                            | –                            | –                            | –                            | –                            | –                            | –                            | –                            | –                            | –                            | –                            | –                            | –                            | –                            | –                            | –                            | –                            | –                            | –                            | –                            | |
| 2015                         | „I Like (D–Stress Riddim)” | –                            | –                            | –                            | –                            | –                            | –                            | –                            | –                            | –                            | –                            | –                            | –                            | –                            | –                            | –                            | –                            | –                            | –                            | –                            | –                            | –                            | –                            | –                            | –                            | –                            | |
| 2015                         | „Living the Dream” | –                            | –                            | –                            | –                            | –                            | –                            | –                            | –                            | –                            | –                            | –                            | –                            | –                            | –                            | –                            | –                            | –                            | –                            | –                            | –                            | –                            | –                            | –                            | –                            | –                            | |
| 2015                         | „Hypocrite” | –                            | –                            | –                            | –                            | –                            | –                            | –                            | –                            | –                            | –                            | –                            | –                            | –                            | –                            | –                            | –                            | –                            | –                            | –                            | –                            | –                            | –                            | –                            | –                            | –                            | |
| 2015                         | „Ganja Mi Smoke” | –                            | –                            | –                            | –                            | –                            | –                            | –                            | –                            | –                            | –                            | –                            | –                            | –                            | –                            | –                            | –                            | –                            | –                            | –                            | –                            | –                            | –                            | –                            | –                            | –                            | |
| 2015                         | „High Yes” (feat. Zj Liquid) | –                            | –                            | –                            | –                            | –                            | –                            | –                            | –                            | –                            | –                            | –                            | –                            | –                            | –                            | –                            | –                            | –                            | –                            | –                            | –                            | –                            | –                            | –                            | –                            | –                            | |
| 2015                         | „One Wine” (Machel Montano feat. Major Lazer) | –                            | –                            | –                            | –                            | –                            | –                            | –                            | –                            | –                            | –                            | –                            | –                            | –                            | –                            | –                            | –                            | –                            | –                            | –                            | –                            | –                            | –                            | –                            | –                            | –                            | |
| „–” singel nie był notowany. | |                              |                              |                              |                              |                              |                              |                              |                              |                              |                              |                              |                              |                              |                              |                              |                              |                              |                              |                              |                              |                              |                              |                              |                              |                              | |

### Jako Shawn Paul
| Rok  | Tytuł                      |
| ---- | -------------------------- |
| 1997 | „Friend Indeed” (Luga Man) |

### Jako Shaun Paul
| Rok  | Tytuł                   |
| ---- | ----------------------- |
| 1998 | „Draw Card” (& Chicken) |

### Remiks single
| Rok  | Tytuł              |
| ---- | ------------------ |
| 2004 | „Back off” (Remix) |

### Z gościnnym udziałem
| Rok                          | Tytuł                                                             | Najwyższe pozycje na listach | Najwyższe pozycje na listach | Najwyższe pozycje na listach | Najwyższe pozycje na listach | Najwyższe pozycje na listach | Najwyższe pozycje na listach | Najwyższe pozycje na listach | Najwyższe pozycje na listach | Najwyższe pozycje na listach | Najwyższe pozycje na listach | Najwyższe pozycje na listach | Najwyższe pozycje na listach | Najwyższe pozycje na listach | Najwyższe pozycje na listach | Najwyższe pozycje na listach | Najwyższe pozycje na listach | Najwyższe pozycje na listach | Najwyższe pozycje na listach | Najwyższe pozycje na listach | Najwyższe pozycje na listach | Najwyższe pozycje na listach | Najwyższe pozycje na listach | Najwyższe pozycje na listach | Najwyższe pozycje na listach | Najwyższe pozycje na listach | Certyfikat                                                                 |
| Rok                          | Tytuł                                                             | USA                          | US R&B                       | US Pop                       | US Rap                       | KAN                          | AUS                          | NZL                          | GBR                          | GER                          | IRL                          | FRA                          | ITA                          | SWI                          | AUT                          | NLD                          | SWE                          | FIN                          | NOR                          | DNK                          | BEL (WAL)                    | BEL (FLA)                    | ESP                          | POR                          | HUN                          | EUR                          | Certyfikat                                                                 |
| ---------------------------- | ----------------------------------------------------------------- | ---------------------------- | ---------------------------- | ---------------------------- | ---------------------------- | ---------------------------- | ---------------------------- | ---------------------------- | ---------------------------- | ---------------------------- | ---------------------------- | ---------------------------- | ---------------------------- | ---------------------------- | ---------------------------- | ---------------------------- | ---------------------------- | ---------------------------- | ---------------------------- | ---------------------------- | ---------------------------- | ---------------------------- | ---------------------------- | ---------------------------- | ---------------------------- | ---------------------------- | -------------------------------------------------------------------------- |
| 1995                         | „Now That We Found Love” (Bunny Rugs)                             | –                            | –                            | –                            | –                            | –                            | –                            | –                            | –                            | –                            | –                            | –                            | –                            | –                            | –                            | –                            | –                            | –                            | –                            | –                            | –                            | –                            | –                            | –                            | –                            | –                            |                                                                            |
| 1997                         | „Sweet Dreams” (Kid Kurrupt)                                      | –                            | –                            | –                            | –                            | –                            | –                            | –                            | –                            | –                            | –                            | –                            | –                            | –                            | –                            | –                            | –                            | –                            | –                            | –                            | –                            | –                            | –                            | –                            | –                            | –                            |                                                                            |
| 1997                         | „Ladies Man” (Spanner Banner)                                     | –                            | –                            | –                            | –                            | –                            | –                            | –                            | –                            | –                            | –                            | –                            | –                            | –                            | –                            | –                            | –                            | –                            | –                            | –                            | –                            | –                            | –                            | –                            | –                            | –                            |                                                                            |
| 2000                         | „Money Jane” (Kardinal Offishall)                                 | –                            | –                            | –                            | –                            | –                            | –                            | –                            | –                            | –                            | –                            | –                            | –                            | –                            | –                            | –                            | –                            | –                            | –                            | –                            | –                            | –                            | –                            | –                            | –                            | –                            |                                                                            |
| 2002                         | „Bossman” (Beenie Man, Lady Saw)                                  | –                            | –                            | –                            | –                            | –                            | –                            | –                            | –                            | –                            | –                            | –                            | –                            | –                            | –                            | –                            | –                            | –                            | –                            | –                            | –                            | –                            | –                            | –                            | –                            | –                            |                                                                            |
| 2002                         | „Make It Clap” (Busta Rhymes, Spliff Star)                        | 46                           | 17                           | –                            | 14                           | 21                           | –                            | –                            | –                            | 79                           | –                            | 45                           | –                            | –                            | –                            | 15                           | –                            | –                            | –                            | –                            | –                            | –                            | –                            | –                            | –                            | –                            |                                                                            |
| 2002                         | „Breathe” (Blu Cantrell)                                          | 70                           | 83                           | –                            | –                            | –                            | 8                            | –                            | 1                            | 7                            | 1                            | 13                           | 33                           | 5                            | 11                           | 4                            | 14                           | –                            | 6                            | 7                            | 15                           | 22                           | –                            | –                            | 8                            | –                            | - AUS: złoto - GBR: srebro - NOR: złoto                                    |
| 2002                         | „Baby Boy” (Beyoncé)                                              | 1                            | 1                            | –                            | –                            | 2                            | 3                            | 2                            | 2                            | 4                            | 6                            | 8                            | 10                           | 5                            | 18                           | 11                           | 5                            | –                            | 10                           | 6                            | 7                            | 11                           | –                            | –                            | 3                            | –                            | - USA: platyna - AUS: platyna                                              |
| 2004                         | „Ladies Night” (Kool and the Gang, Spanner Banner)                | –                            | –                            | –                            | –                            | –                            | –                            | –                            | –                            | –                            | –                            | –                            | –                            | –                            | –                            | –                            | 58                           | –                            | –                            | –                            | –                            | –                            | –                            | –                            | –                            | –                            |                                                                            |
| 2004                         | „Liquid Candy” (Down Mike)                                        | –                            | –                            | –                            | –                            | –                            | –                            | –                            | –                            | –                            | –                            | –                            | –                            | –                            | –                            | –                            | –                            | –                            | –                            | –                            | –                            | –                            | –                            | –                            | –                            | –                            |                                                                            |
| 2006                         | „Snap Yo Fingers” (Lil Jon, E-40 & YoungBloodZ)                   | 7                            | 1                            | 18                           | 2                            | –                            | –                            | 14                           | –                            | 89                           | –                            | –                            | –                            | –                            | –                            | –                            | –                            | –                            | –                            | –                            | –                            | –                            | –                            | –                            | –                            | –                            |                                                                            |
| 2006                         | „Cry Baby Cry” (Santana & Joss Stone)                             | –                            | –                            | –                            | –                            | –                            | –                            | –                            | 71                           | 47                           | –                            | 142                          | 19                           | 29                           | –                            | 63                           | –                            | –                            | –                            | –                            | –                            | –                            | –                            | –                            | –                            | –                            |                                                                            |
| 2006                         | „Break It off” (Rihanna)                                          | 9                            | –                            | 6                            | –                            | –                            | –                            | –                            | –                            | –                            | –                            | –                            | –                            | –                            | –                            | –                            | –                            | –                            | –                            | –                            | –                            | –                            | –                            | 8                            | –                            | –                            |                                                                            |
| 2007                         | „(I Wanna See You) Push It Baby” (Pretty Ricky)                   | –                            | 51                           | –                            | 18                           | –                            | –                            | –                            | –                            | 67                           | –                            | –                            | –                            | –                            | –                            | –                            | –                            | 2                            | –                            | –                            | –                            | –                            | –                            | –                            | –                            | –                            |                                                                            |
| 2007                         | „Give It to You” (Eve)                                            | –                            | –                            | –                            | –                            | –                            | –                            | –                            | –                            | 49                           | –                            | –                            | –                            | –                            | –                            | –                            | –                            | –                            | –                            | –                            | –                            | –                            | –                            | 43                           | –                            | –                            |                                                                            |
| 2008                         | „Come Over” (Estelle)                                             | –                            | 56                           | –                            | –                            | –                            | –                            | –                            | –                            | 62                           | –                            | –                            | –                            | –                            | 55                           | –                            | –                            | –                            | –                            | –                            | –                            | –                            | –                            | 37                           | –                            | –                            |                                                                            |
| 2008                         | „Back It Up” (Mr. Evil)                                           | –                            | –                            | –                            | –                            | –                            | –                            | –                            | –                            | –                            | –                            | –                            | –                            | –                            | –                            | –                            | –                            | –                            | –                            | –                            | –                            | –                            | –                            | –                            | –                            | –                            |                                                                            |
| 2009                         | „Feel It” (DJ Felli Fel, Flo Rida, T-Pain & Pitbull)              | –                            | –                            | –                            | –                            | –                            | –                            | –                            | –                            | –                            | –                            | –                            | –                            | –                            | –                            | –                            | –                            | –                            | –                            | –                            | –                            | –                            | –                            | –                            | –                            | –                            |                                                                            |
| 2009                         | „Do You Remember” (Jay Sean & Lil Jon)                            | 10                           | –                            | 29                           | –                            | 11                           | 7                            | 11                           | 13                           | –                            | 23                           | 13                           | –                            | –                            | –                            | –                            | –                            | –                            | –                            | –                            | –                            | 22                           | –                            | 37                           | –                            | –                            | - USA: platyna - AUS: platyna - NZL: złoto - GBR: srebro                   |
| 2010                         | „Tik Tok” (Bob Sinclar)                                           | –                            | –                            | –                            | –                            | –                            | –                            | –                            | –                            | 37                           | –                            | –                            | –                            | –                            | 36                           | 50                           | –                            | –                            | –                            | –                            | 23                           | 18                           | –                            | –                            | –                            | –                            |                                                                            |
| 2011                         | „Favorite DJ II” (Clinton Sparks feat. Ricky Blaze & Supa Dups)   | –                            | –                            | –                            | –                            | –                            | –                            | –                            | –                            | –                            | –                            | –                            | –                            | –                            | –                            | –                            | –                            | –                            | –                            | –                            | –                            | –                            | –                            | –                            | –                            | –                            |                                                                            |
| 2011                         | „Shake Señora” (Pitbull, T-Pain & Ludacris)                       | 69                           | –                            | –                            | –                            | 33                           | –                            | 40                           | –                            | –                            | –                            | –                            | –                            | –                            | –                            | –                            | –                            | –                            | –                            | –                            | –                            | –                            | –                            | –                            | –                            | –                            |                                                                            |
| 2011                         | „Waya Waya” (Tal)                                                 | –                            | –                            | –                            | –                            | –                            | –                            | –                            | –                            | –                            | –                            | 72                           | –                            | –                            | –                            | –                            | –                            | –                            | –                            | –                            | –                            | –                            | –                            | –                            | –                            | –                            |                                                                            |
| 2011                         | „Summer Paradise” (Simple Plan)                                   | –                            | –                            | –                            | –                            | 8                            | 4                            | 28                           | 12                           | 9                            | 52                           | 21                           | 7                            | 11                           | 7                            | 22                           | 4                            | –                            | 5                            | 18                           | 16                           | 24                           | 47                           | –                            | –                            | –                            | - AUS: 2×platyna - KAN: 2×platyna - SWI: platyna - GER: złoto - AUT: złoto |
| 2012                         | „She Makes Me Go” (Arash)                                         | –                            | –                            | –                            | –                            | –                            | –                            | –                            | –                            | 5                            | –                            | 16                           | –                            | 13                           | 8                            | –                            | 55                           | 11                           | –                            | –                            | 24                           | –                            | –                            | –                            | –                            | –                            | - GER: złoto - SWI: złoto                                                  |
| 2012                         | „Wine It Up” (Lucenzo)                                            | –                            | –                            | –                            | –                            | –                            | –                            | –                            | –                            | 48                           | –                            | 33                           | –                            | 16                           | 34                           | 56                           | –                            | –                            | –                            | –                            | –                            | –                            | –                            | –                            | –                            | –                            |                                                                            |
| 2012                         | „Hit ’Em” (Farenheit feat. Jigzagula)                             | –                            | –                            | –                            | –                            | –                            | –                            | –                            | –                            | –                            | –                            | –                            | –                            | –                            | –                            | –                            | –                            | –                            | –                            | –                            | –                            | –                            | –                            | –                            | –                            | –                            |                                                                            |
| 2012                         | „Bless di Nation” (Congorock & Stereo Massive)                    | –                            | –                            | –                            | –                            | –                            | –                            | –                            | –                            | –                            | –                            | –                            | –                            | –                            | –                            | –                            | –                            | –                            | –                            | –                            | –                            | –                            | –                            | –                            | –                            | –                            |                                                                            |
| 2012                         | „What About Us” (The Saturdays)                                   | –                            | –                            | –                            | –                            | 79                           | –                            | 27                           | 1                            | 44                           | 6                            | –                            | –                            | –                            | 57                           | –                            | –                            | –                            | –                            | –                            | –                            | –                            | –                            | –                            | –                            | –                            | - GBR: złoto                                                               |
| 2013                         | „#afewados” (Low Low)                                             | –                            | –                            | –                            | –                            | –                            | –                            | –                            | –                            | –                            | –                            | –                            | –                            | –                            | –                            | –                            | –                            | –                            | –                            | –                            | –                            | –                            | –                            | –                            | –                            | –                            |                                                                            |
| 2013                         | „My Life” (Wayne Marshall)                                        | –                            | –                            | –                            | –                            | –                            | –                            | –                            | –                            | –                            | –                            | –                            | –                            | –                            | –                            | –                            | –                            | –                            | –                            | –                            | –                            | –                            | –                            | –                            | –                            | –                            |                                                                            |
| 2014                         | „Come on to Me” (Major Lazer)                                     | –                            | –                            | –                            | –                            | –                            | –                            | –                            | –                            | –                            | –                            | 21                           | –                            | –                            | –                            | 60                           | –                            | –                            | –                            | –                            | 36                           | –                            | –                            | –                            | –                            | –                            |                                                                            |
| 2014                         | „Passion Whine” (Farruko)                                         | –                            | –                            | –                            | –                            | –                            | –                            | –                            | –                            | –                            | –                            | –                            | –                            | –                            | –                            | –                            | –                            | –                            | –                            | –                            | –                            | –                            | –                            | –                            | –                            | –                            |                                                                            |
| 2014                         | „Bailando” (Enrique Iglesias feat. Gente de Zona, Descemer Bueno) | –                            | –                            | –                            | –                            | –                            | 52                           | –                            | 75                           | –                            | –                            | –                            | 1                            | –                            | –                            | 3                            | 47                           | –                            | –                            | –                            | 6                            | 8                            | –                            | –                            | 33                           | –                            |                                                                            |
| 2014                         | „Let Love Take Us Away” (Olivier „Bigo” Martelly feat. Jahfe)     | –                            | –                            | –                            | –                            | –                            | –                            | –                            | –                            | –                            | –                            | –                            | –                            | –                            | –                            | –                            | –                            | –                            | –                            | –                            | –                            | –                            | –                            | –                            | –                            | –                            |                                                                            |
| 2014                         | „Dangerous Love” (Fuse ODG)                                       | –                            | –                            | –                            | –                            | –                            | –                            | –                            | 3                            | –                            | 22                           | –                            | –                            | –                            | –                            | –                            | –                            | –                            | –                            | –                            | –                            | –                            | –                            | –                            | –                            | –                            | - GBR: srebro                                                              |
| 2015                         | „Ebony Eyes” (Rico Bernasconi & Tuklan feat. A-Class)             | –                            | –                            | –                            | –                            | –                            | –                            | –                            | –                            | 28                           | –                            | –                            | –                            | –                            | –                            | –                            | –                            | –                            | –                            | –                            | –                            | –                            | –                            | –                            | –                            | –                            |                                                                            |
| 2015                         | „Give It to Me” (Bliss & Honorebel feat. Victoria Kern)           | –                            | –                            | –                            | –                            | –                            | –                            | –                            | –                            | –                            | –                            | –                            | –                            | –                            | –                            | –                            | –                            | –                            | –                            | –                            | –                            | –                            | –                            | –                            | –                            | –                            |                                                                            |
| 2021                         | „Go Down Deh” (Spice, gośc. Sean Paul, Shaggy)                    |                              |                              |                              |                              |                              |                              |                              |                              |                              |                              |                              |                              |                              |                              |                              |                              |                              |                              |                              |                              |                              |                              |                              |                              |                              | - POL: złoto                                                               |
| „–” singel nie był notowany. |                                                                   |                              |                              |                              |                              |                              |                              |                              |                              |                              |                              |                              |                              |                              |                              |                              |                              |                              |                              |                              |                              |                              |                              |                              |                              |                              |                                                                            |

## Pozostałe utwory notowane na listach
| Rok  | Tytuł         | Najwyższe pozycje na listach | Album              |
| Rok  | Tytuł         | AUT                          | Album              |
| ---- | ------------- | ---------------------------- | ------------------ |
| 2012 | „What I Want” | 46                           | Tomahawk Technique |

## Teledyski
| Rok  | Tytuł                                 | Reżyser                  |
| ---- | ------------------------------------- | ------------------------ |
| 1998 | „Hot Gal Today (Haffi Get De Gal Ya)” | Kevin Lee                |
| 1999 | „Deport Them”                         | Jessy Terrero            |
| 2002 | „Gimme the Light”                     | Little X                 |
| 2003 | „Get Busy”                            | Little X                 |
| 2003 | „Like Glue”                           | Benny Boom               |
| 2004 | „I’m Still in Love with You”          | Little X                 |
| 2005 | „We Be Burnin’”                       | Jessy Terrero            |
| 2005 | „Ever Blazin’”                        | Anthony Mandler          |
| 2006 | „Temperature”                         | Little X, RT!            |
| 2006 | „Never Gonna Be the Same”             | Jessy Terrero, Ras Kassa |
| 2006 | „(When You Gonna) Give It up to Me”   | Little X                 |
| 2007 | „Watch Dem Roll”                      | Rich Newey               |
| 2009 | „So Fine”                             | Ray Kay                  |
| 2009 | „Press It Up”                         | Jessy Terrero            |
| 2009 | „Hold My Hand”                        | Little X                 |
| 2011 | „Got 2 Luv U”                         | Ben Mor                  |
| 2011 | „She Doesn’t Mind”                    | Evan Winter              |
| 2012 | „Hold On” (Lyric Video)               | –                        |
| 2012 | „Touch the Sky”                       | Davy Duhamel             |
| 2012 | „How Deep Is Your Love” (Lyric Video) | –                        |
| 2012 | „How Deep Is Your Love”               | Juwan Lee                |
| 2012 | „Body”                                | Antwan Smith             |
| 2013 | „Other Side of Love”                  | Jon J.                   |
| 2013 | „Turn It Up”                          | –                        |
| 2013 | „Riot”                                | Jon J.                   |
| 2014 | „Want Dem All”                        | Jon J.                   |

### Z gościnnym udziałem
| Rok  | Tytuł                            | Artysta                                              | Reżyser                   |
| ---- | -------------------------------- | ---------------------------------------------------- | ------------------------- |
| 2007 | „(I Wanna See You) Push It Baby” | Pretty Ricky                                         | –                         |
| 2007 | „Give It to You”                 | Eve                                                  | –                         |
| 2008 | „Hit ’Em”                        | Farenheit feat. Jigzagula                            | Jay Will                  |
| 2008 | „Come Over”                      | Estelle                                              | –                         |
| 2009 | „Do You Remember”                | Jay Sean & Lil Jon                                   | –                         |
| 2010 | „Tik Tok”                        | Bob Sinclar                                          | Hype Williams             |
| 2011 | „Back It Up”                     | Mr. Evil                                             | Kimala „Lala” Bennett     |
| 2011 | „Waya Waya”                      | Tal                                                  | –                         |
| 2012 | „Summer Paradise”                | Simple Plan                                          | RT!, Mark Staubach        |
| 2012 | „Want Yuh Body Flip”             | Leftside                                             | Gareth Cobran „The Truth” |
| 2012 | „Bless di Nation”                | Congorock & Stereo Massive                           | –                         |
| 2012 | „She Makes Me Go”                | Arash                                                | Fredrik Boklund           |
| 2013 | „What About Us”                  | The Saturdays                                        | Sarah Chatfield           |
| 2014 | „Let Love Take Us Away”          | Olivier „Bigo” Martelly feat. Jahfe                  | Abdias Laguerre           |
| 2014 | „Come on to Me”                  | Major Lazer                                          | Ruben Fleischer           |
| 2014 | „Passion Whine”                  | Farruko                                              | –                         |
| 2014 | „Bailando”                       | Enrique Iglesias feat. Gente de Zona, Descemer Bueno | Alejandro Pérez           |
| 2014 | „Dangerous Love”                 | Fuse ODG                                             | Vertex                    |